# Воронченко Ігор Олександрович
І́гор Олекса́ндрович Воро́нченко (нар. 22 серпня 1964, смт Бабаї, Харківський район, Харківська область, Українська РСР, СРСР) — адмірал Військово-Морських Сил ЗС України (23 серпня 2018). Командувач ВМС ЗС України (2016–2020). З 2020 року — Головний інспектор Міністерства оборони України.

## Життєпис
Ігор Воронченко народився в смт Бабаї на Харківщині. Бажання стати військовиком мав з дитинства.
У 1986 році закінчив Ташкентське вище танкове командне училище, після чого потрапив до Групи радянських військ у Німеччині, де командував танковим взводом. У 1988 році повернувся до Радянського Союзу, продовжив військову службу у Білоруському військовому окрузі на посадах командира танкової роти та начальника штабу танкового батальйону. з 1986 по 1992 рік проходив військову службу на посадах від командира взводу до начальника штабу — заступника командира танкового батальйону.
Після розпаду СРСР повернувся на Батьківщину та склав присягу на вірність народу України. В ЗС України — з 1992 року. Проходив службу в Національній гвардії України в м. Харкові. З 1998 по 2003 рік на території Криму командував 25-м полком Національної гвардії, що перебував у складі 7-ї дивізії НГУ. Полк згодом був переформований у 501-й окремий механізований полк (в/ч А0669).
З грудня 2003 року — у Військово-Морських Силах Збройних Сил України, де займав відповідальні посади начальника відділення та начальника відділу — заступника начальника військ берегової оборони Командування ВМС ЗС України.
У 1997 році здобув оперативно-тактичний рівень, а в 2007 році — оперативно-стратегічний рівень військової освіти.
З 2007 року по 2011 рік проходив службу на керівних посадах в Об’єднаному оперативному командуванні Збройних Сил України. У 2011–2015 роках обіймав посаду заступника командувача ВМС ЗС України з берегової оборони, а з червня 2015 року до квітня 2016 року очолював Головне управління персоналу Генерального штабу Збройних Сил України.
6 грудня 2013 року полковнику Ігорю Воронченку — заступнику командувача Військово-Морських Сил Збройних Сил України з берегової оборони — начальникові управління військ берегової та територіальної оборони Командування Військово-Морських Сил Збройних Сил України було присвоєно військове звання генерал-майора.
У 2014 році, протягом шести місяців, брав участь в АТО на території Луганської області, де був координувальним заступником керівника АТО.
14 жовтня 2015 року генерал-майору Ігореві Воронченку — начальнику Головного управління персоналу Генерального штабу Збройних Сил України, було присвоєно військове звання генерал-лейтенанта.
25 квітня 2016 року призначений в.о. командувача ВМС ЗС України.
2 липня 2016 року Президент України Петро Порошенко призначив генерал-лейтенанта Ігоря Воронченка командувачем ВМС ЗС України та присвоїв йому військове звання віце-адмірала. 23 серпня 2018 року указом Президента України № 242/2018 присвоєне військове звання адмірала.
11 червня 2020 року указом Президента України № 216/2020, Воронченка було звільнено з посади Командувача ВМС ЗС України. На його місце було призначено контр-адмірала Олексія Неїжпапу. Тоді ж Ігоря Воронченка було призначено на посаду Головного інспектора Міністерства оборони України.

## Відзнаки та нагороди
- Орден «За заслуги» (Франція, 30 листопада 2019)[11]
- Орден Данила Галицького (24 серпня 2013) — за вагомий особистий внесок у захист державного суверенітету, забезпечення конституційних прав і свобод громадян, зміцнення економічної безпеки держави, високопрофесійне виконання службового обов'язку та з нагоди 22-ї річниці незалежності України[12]
- Медаль «За бездоганну службу» III ст. (20 жовтня 1998) — за зразкове виконання військового обов'язку, високий професіоналізм[13]
- Відзнака міністерства оборони України «Доблесть і честь»
- Медаль «За сумлінну службу» I ступеня
- Медаль «10 років Збройним Силам України»
- Медаль «15 років Збройним Силам України»